# Sarema (prowincja)
Sarema (est. Saare maakond) – jedna z 15 prowincji w Estonii, obejmująca wyspy Sarema, Muhu i małą wyspę Ruhnu.

## Historia
W średniowieczu Sarema była znana jako Eysysla, Osericta, Osilia, Oesilia, Ozel, Osel, Oesel, a za panowania rosyjskiego Ezel (Эзель). W tamtym czasie trwały wojny o Saremę między Zakonem Liwońskim i Danią. Na początku wojen inflanckich Sarema była pod panowaniem Danii, a w latach 1560–1572 była własnością księcia Magnusa. 
Do końca XIX wieku Sarema miała specjalny status. W Danii była oddzielną prowincją, podczas gdy pod panowaniem Szwecji była osobistą własnością królowej Krystyny. W XIX wieku Sarema była inflancką prowincją. 
Hrabstwo Saare istniało do 1950 roku. Następnie w jego miejsce powstała prowincja Orissaare.
Reforma administracyjna z 2017 nie spowodowała zmiany granic powiatu, jednak połączone ze sobą przed reformą gminy Muhu i Ruhnu stały się niezależnymi administracyjnymi tworami.

## Klimat
Sarema położona jest w strefie klimatu umiarkowanego chłodnego, z wyraźnymi wpływami morskimi. Na wyspach dość długie jest ciepłe lato a zimy są łagodne, silne wiatry są przyczyną częstych zmian pogody i dużych opadów głównie w miesiącach jesiennych i zimowych. Temperatura w lipcu i sierpniu waha się od +11 °C do nawet +22 °C. Luty, którego średnia temperatura dobowa wynosi -5 °C, jest najzimniejszym miesiącem na wyspach.

## Transport
Do prowincji można dostać się promem z Virtsu na wyspę Muhu, która jest połączona zaporą z Saremą. Do Saremy można również dotrzeć promem z Windawy na Łotwie. 
W Kuressaare znajduje się lotnisko, do którego można się dostać regularnymi lotami z Tallinna i Parnawy.

## Podział administracyjny
W skład  prowincji wchodzi 14 gmin: 1 miasto i 13 obszarów wiejskich (parafii).
Gmina miejska:
-  Kuressaare

Gminy wiejskie:
-  Valjala
-  Kihelkonna
-  Laimjala
-  Leisi
-  Lääne-Saare
-  Mustjala
-  Muhu
-  Orissaare
-  Pöide
-  Pihtla
-  Ruhnu
-  Salme
-  Torgu